# Гоцеделчевци
Го̀цедѐлчевци или неврокопчани са жителите на град Гоце Делчев, България (до 1951 година Неврокоп). Това е списък на най-известните от тях.

## Родени в Гоце Делчев
А – Б – В – Г – Д –
Е – Ж – З – И – Й —
К – Л – М – Н – О —
П – Р – С – Т – У —
Ф – Х – Ц – Ч – Ш —
Щ – Ю – Я

### А
- Александър Праматарски (р. 1963), български политик от Демократическата партия, министър
- Андрей Боцев (р. 1959), български генерал
- Ангелина Игнатова (р. 1960), републикански шампион по лека атлетика, тласкане на гюле, 1975 – 1977
- Антон Китипов (1915 – ?), български учен
- Ангел Петров (? – 1923), български революционер, отвлечен от Пловдивския затвор след Деветоюнския преврат, предадена на войводата на ВМРО и убит[1]
- Атанас Дуков (1857 – 1919), български военен и революционер, деец на ВМОК
- Атанас Самандов (р. 1955), генерал-лейтенант, командващ на Съвместното командване на силите

### Б
- Благой Антонов, български опълченец, IV опълченска дружина, към 1918 г. живее в Долна баня[2]
- Божидар Спириев (1932 – 2010), български статистик, създател на сравнителната таблица за резултати на ИААФ
- Борислав Иванов (1924 – 2002), български и американски общественик, деец на МПО
- Борян Стефанов Балтаджиев, български военен деец, поручик, загинал през Втората световна война[3]

### В
- Валентин Караманчев (1932 – 2022), български писател
- Валери Пелтеков (р. 1953), български алпинист и пещерняк
- Васил Димитров, български революционер от ВМОРО, четник на Петър Радев – Пашата[4]
- Велика Ангелова, българска просветна деятелка, завършила трети гимназиален клас в Неврокоп, назначена в 1913 година за учителка в Неврокопската митрополия[5]
- Велика Николова, българска просветна деятелка, завършила трети гимназиален клас в Неврокоп, назначена в 1913 година за учителка в Неврокопската митрополия[5]
- Владимир Хаджимаринов (1897 – ?), български революционер

### Г
- Георги Калайджиев (р. 1984), български футболист
- Георги Менов (р. 1933), български политик, министър на земеделието (1988 – 1990)
- Георги Пернов (1882 – 1961), български лекар и поет
- Георги Петров (р. 1974), български футболист
- Георги Стоянов, български революционер от ВМОРО, четник на Лука Джеров[6]
- Георги Чанджиев (1884 – 1925), български политик и революционер, деец на ВМОРО
- Григор Григоров (1923 – ?), български партизанин и генерал-лейтенант от Държавна сигурност
- Гълъбуш Илиев, български революционер, деец на ВМРО[7]

### Д
- Димитър Антонов (1889 – 1948), генерал, участник в Октомврийската революция в Русия
- Димитър Ножаров (1842 – 1897), български революционер и общественик
- Димчо Беляков (р. 1971), български футболист

### Е
- Ева Тупарова (1923 – 2002), българска актриса
- Екатерина Дукова (ок. 1850 – 1908), българска просветна деятелка
- Елена Георгиева, следва в Одеса, преподава в Неврокоп (1872), член на женското дружество „Ученолюбие“[8]

### Ж
- Жак Битев (1914 – ?), български писател

### З
- Зафир Кънчев (1915 – 1987), български общественик и етнограф
- Здравко Гаджев (р. 1942), български оперен певец

### И
- Иван Близнаков (р. 1967), български футболист
- Иван Гаджев (р. 1937), български колекционер, писател и общественик
- Илия Дуков (1806 – 1896), български възрожденски общественик
- Иван Илчев (1917 – 1995), български революционер и общественик от МПО[9]
- Иван Марков (1935 – 2021), български краевед и историк
- Иван Неврокопски, български общественик и политик
- Илия Костов, български революционер, деец на ВМРО[7]
- Илко Пиргов (р. 1986), български футболист
- Илко Семерджиев (р. 1959), български стоматолог и политик, министър

### Й
- Йордан Иванов (1929 – ?), български езиковед

### К
- Кемал Заим Сунел (1889 – 1967), турски политик
- Козма Антонов (около 1840 – 1878), български революционер, опълченец
- Константин Пандев (1938 – 1983), български историк
- Костадин Атанасов, доброволец в Ученческия легион на Българската армия през Сръбско-българската война в 1885 година[10]
- Костадин Хазуров (р. 1985), български футболист
- Крумка Шарова (1924 – 2006), българска историчка
- Кръстю Семерджиев (р. 1954), световен вицешампион по вдигане на тежести в 1976 година

### Л
- Лили Попиванова (1922 – 2008), българска актриса

### М
- Магдалена Антонова, българска просветна деятелка, завършила трети гимназиален клас в Неврокоп, назначена в 1912 година за учителка в Сатовча[5]
- Марин Маринов (р. 1926), български офицер, генерал-майор
- Марио Метушев (р. 1979), български футболист
- Мария Иванова, българска просветна деятелка, завършила трети гимназиален клас в Неврокоп, назначена в 1913 година за учителка в Неврокопската митрополия[11]
- Мария Титянова (р. 1933), българска общественичка
- Мария Чакърдъкова, българска певица, дъщеря на Николина Чакърдъкова

### Н
- Никола Дуков, български военен и революционер
- Никола Мандушев (1838 – 1923), български възрожденец, просветен деец
- Никола Христов, български революционер от ВМОРО, четник на Панчо Константинов[12]
- Николай Добрев (1947 – 1999), български политик от БСП, депутат, министър
- Николина Чакърдъкова (р. 1969), българска певица

### П
- Павел (Павле) Стоянов, лекар в родния си град между 1863 и 1867 година[13]
- Панчо Иванов (р. 1972), музикант
- Петър Агов (р. 1943), български политик от БСДП
- Петър Димитров, завършил инженерство в Лозанския университет в 1903 година[14]
- Петър Зайков (? – 1923), български революционер, отвлечен от Пазарджишкия затвор след Деветоюнския преврат, предадена на войводата на ВМРО Иван Келпеков и убит[15]
- Петър Климбов, български революционер, деец на ВМРО[7]
- Петър Междуречки (1934 – 2018), български политик, кмет на София (1977 – 1986)
- Прокоп Атанасов, театрален деец
- Петър Япов (р. 1927), български учен, публицист и администратор

### Р
- Росен Плевнелиев (р. 1964), български политик, министър, президент

### С
- Силвия Германова (р. 1959), българска баскетболистка
- София Мондова (1888 – 1948), българска просветна деятелка и революционерка от ВМОРО
- Стоян Попов (? – 1923), български революционер, отвлечен от Неврокопския затвор след Деветоюнския преврат, предаден на ВМРО и убит[1]

### Т
- Тодор Георгиев, български опълченец, III опълченска дружина.[16] Преди Руско-турската война е емигрант в Болград, Бесарабия. Включва се в Българското опълчение и на 4 май 1877 година е зачислен в IV рота на III дружина. Загива преди 22 октомври същата година. Предложен е посмъртно за награждаване с Георгиевски кръст IV степен.[17][18]
- Тодор Пиринчилев (1837 – 1913), български революционер

### Ц
- Цанко Серафимов (р. 1951), български журналист, писател и поет[19][20]
- Цветелина Узунова (р. 1967), българска журналистка

### Я
- Янко Атанасов (около 1840 – 1876), български революционер от четата на Христо Ботев
- Янко Атанасов, български революционер, войвода на чета в Неврокопско през Илинденско-Преображенското въстание в 1903 година[21]

### Македоно-одрински опълченци от Неврокоп
- Апостол Костадинов (1890 – ?), четата на Стоян Мълчанков[22]
- Васил Димитров Ашиков, 21-годишен, 4 рота на 2 скопска дружина, носител на бронзов медал[23]
- Георги Аврамов, 26-годишен, 4 рота на 14 воденска дружина, убит при връх Говедарник на 9 юли 1913 година[24]
- Георги Аврионов, 26-годишен, четата на Стоян Мълчанков, 14 воденска дружина[25]
- Михаил Антонов, студент, 4 рота на 3 солунска дружина, ранен на 9 юли 1913 година, носител на орден „За храброст“ IV степен[26]
- Никола Ангелов, 18-годишен, 3 рота на 5 одринска дружина, ранен, носител на орден „За храброст“ IV степен[27]
- Никола Ангелов, 18-годишен, основно образование, 14 воденска дружина[27]
- Никола Димитров (1874 – ?), жител на Кестамбол, 1 и Нестроева рота на 9 велешка дружина[28]
- Тодор Аврионов, 18-годишен, калайджия, прогимназия, Нестроева рота на 14 воденска дружина, носител на бронзов медал[25]

## Починали в Гоце Делчев
- Анастасия Балтова (1872 – 1957), българска просветна деятелка и революционерка
- Андон Качарков (1884 – 1944), български революционер
- Георги Костов (1810 – 1890), български общественик
- Иван Келпеков (? – 1945), български революционер
- Иван Кюлев (1872 – 1956), български фолклорист
- Йосиф Йосифов (1840 – 1910), български революционер и резбар
- Михаил Скендеров (1888 – 1930), български революционер
- Стоян Филипов (1877 – 1944), български революционер
- Стоян Шехинов (1795 – 1885), български възрожденски общественик, съосновател и председател на читалището
- Христо Караманов (1883 – 1922), български революционер

## Свързани с Гоце Делчев
- Георги Янев, български революционер от ВМОРО, неврокопски войвода през 1912 година[29]
- Димитър Петридис, живее в Неврокоп, автор е на житие за Свети Йоан Рилски и на Молебен, който през 1853 година праща на Неофит Рилски[30]
- Натанаил Матов, български просветен деец и революционер от ВМОРО
- Симеон Атанасов, родом от Неврокопско, български опълченец, IV опълченска дружина, умрял преди 1918 г.[2]